# エルサムニー・アリー
エルサムニー・アリー（Ali ELSAMNI, 1986年11月1日 - ）は、沖縄県出身の元サッカー選手。父は元エジプト代表FWのエルサムニー・イブラヒム。弟エルサムニー・オサマも元サッカー選手。

## 来歴
琉球大学教育学部附属中学校を卒業後、普天間高校に入学したもののエジプトに留学。
現地のプロチーム「鉄道クラブ」と契約し、2003年12月から約半年間プレーし、U-17エジプト代表候補にも選出される。
帰国後東京ヴェルディ1969に練習生として参加し、2005年に正式契約。その後退団して尚美学園大学へ進学、サッカー部に所属していた。
現役引退後は弟オサマとともにオリジナルウォッカの会社を立ち上げている。

## 所属クラブ
- 2005年 東京ヴェルディ1969
- 2006年-2009年 尚美学園大学サッカー部